# Chris Potter (sassofonista)
Chris Potter (Chicago, 1º gennaio 1971) è un sassofonista, clarinettista e compositore jazz statunitense.

## Biografia
Nato a Chicago (Illinois), Potter ha passato gran parte della sua infanzia a Columbia, nella Carolina del Sud dove sua madre insegnava psicologia alla South Carolina University.
Manifestò un precoce interesse verso la musica e divenne presto un vero e proprio bambino prodigio, padroneggiando diversi strumenti tra cui la chitarra e il pianoforte, fino a giungere, verso i dieci anni d'età, al sax, contralto prima, tenore poi.
Chris Potter iniziò la sua esperienza in ambito jazz professionale all'età di soli 13 anni, conquistando subito un certo devoto seguito a livello locale. All'età di 18 anni sì trasferì a New York per frequentare il college, prima alla New School University, quindi alla Manhattan School Of Music, dove ebbe come insegnante il pianista Kenny Werner, col quale stabilì una duratura amicizia, culminata con la registrazione, nel 1994, di un album in duo.
Nello stesso periodo entrò nuovamente in contatto con il grande trombettista Red Rodney, con cui aveva già suonato durante un festival jazz a Columbia. Quelli passati tra le file della band di Rodney furono quattro anni importanti per Chris Potter, che gli permisero di affinare le sue abilità a fianco di un gigante del bebop, fino a poco tempo prima della scomparsa dello stesso Rodney, nel 1994.
Dopo la laurea presso la Manhattan School Of Music, nel 1993, Potter iniziò una lunga serie di collaborazioni per musicisti del calibro di (oltre ai già citati Kenny Werner e Red Rodney): Patricia Barber, Marian McPartland, Mingus Big Band, Paul Motian, Ray Brown, Jim Hall, James Moody, Dave Douglas, Joe Lovano, Wayne Krantz, Mike Mainieri, Steve Swallow, Steely Dan, Dave Holland, Joanne Brackeen, e altri, oltre che incidere album a suo nome.
Nel 1998 il suo CD Vertigo (etichetta Concord Jazz) venne inserito tra i 10 migliori dischi jazz dell'anno sia dalla rivista Jazziz Magazine che dal New York Times. Venne candidato per un "Grammy Award for Best Jazz Instrumental Solo" (premio Grammy come miglior assolo jazz strumentale) per la sua performance nel disco Pink Elephant Magic di Joanne Brackeen. Nel 2000, è stato il più giovane artista a ricevere il Premio Jazzpar, uno dei più prestigiosi riconoscimenti mondiali in ambito jazz, conferito in Danimarca da una giuria internazionale di esperti del settore.
Chris Potter viene considerato, grazie alle sue eccellenti abilità tecniche, alla versatilità con cui affronta diverse situazioni musicali, e al suo temperamento sperimentale e innovativo, come uno dei migliori sassofonisti jazz viventi. Attualmente calca le scene jazz mondiali principalmente con la sua band chiamata Underground (titolo del corrispondente progetto discografico, pubblicato nel 2006), ma anche come side man per artisti come Pat Metheny con il quartetto Unity Band, Dave Holland Herbie Hancock e altri.

## Setup
Potter suona prevalentemente il sax tenore e soprano. Possiede diversi strumenti: al tenore un Selmer Super Balanced Action matricola 54### (modello transitional) appartenuto a Michael Brecker ed un Selmer Mark VI matricola 96xxx, con imboccatura Otto link Florida STM Double Ring e Florida No USA, ance Rico/D'Addario 3 Medium unfiled.
Suona poi un sax soprano Selmer Mark VI con imboccature artigianali di Johannes Gerber, un sax contralto Selmer Mark VI con becco Brilhart Tonalin (o Aaron Drake "Charlie Parker", come nelle recenti apparazioni con l'Axis Saxophone Quartet), e un vecchio clarinetto basso, sempre Selmer, degli anni '20, con becco Bundy. 
Attualmente risiede a New York, con sua moglie e suo figlio.

### Come leader
- 1994 -  Presenting Chris Potter (Criss Cross Records) con John Swana, Kevin Hays, Christian McBride, Lewis Nash
- 1994 -  Concentric Circles (Concord Records)
- 1995 - Sundiata (Criss Cross) con Kevin Hays, Doug Weiss, Al Foster
- 1995 - Pure (Concord)
- 1996 - Moving In (Concord) con Brad Mehldau, Larry Grenadier, Billy Hart
- 1997 - Unspoken (Concord) con John Scofield, Dave Holland, Jack DeJohnette
- 1998 - Vertigo (Concord) con Kurt Rosenwinkel, Scott Colley, & Billy Drummond
- 2001 - Gratitude (Verve Records) con Kevin Hays, Scott Colley, & Brian Blade
- 2002 - Traveling Mercies (Verve) con John Scofield, Adam Rogers, Kevin Hays, Scott Colley, Bill Stewart
- 2004 - Lift: Live At The Village Vanguard (Sunnyside Records) con Kevin Hays, Scott Colley Bill Stewart
- 2006 - Underground ( Sunnyside) con Adam Rogers, Craig Taborn, Wayne Krantz, Nate Smith
- 2007 - Follow the Red Line: Live at the Village Vanguard (Sunnyside) con Adam Rogers, Craig Taborn, Nate Smith
- 2007 - Chris Potter 10: Song For Anyone
- 2009 - Underground - (Ultrahang)
- 2010 - Chris Potter and The DR Big Band - (Transatlantic)
- 2013 - The Sirens - (ECM)
- 2015 - Imaginary Cities - (ECM)
- 2017 - Dreamer Is the Dream - (ECM)
- 2019 - Circuits - (Edition Records)

### In Duo
- Chris Potter - Kenny Werner: Concord Duo Series vol. 10 (1994, Concord Jazz)

### Collaborazioni

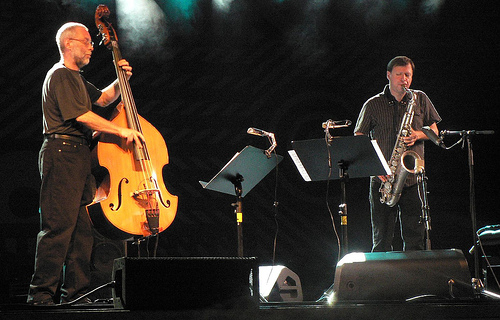
Chris Potter con Dave Holland in concerto al Willisau Jazz Festival 2008 (Willisau, Svizzera)

- Red Rodney: Then and now (1992, Chesky)
- James Moody: Moodys' Party. Live at the Blue Note (1995, Telarc)
- Mingus Big Band: Gunslinging Birds (1995, Dreyfus)
- Steely Dan: Alive in America (1995, Giant)
- Antonio Sanchez: "Migration" (1997)
- Steve Swallow: Deconstructed (1997, ECM/WATT)
- John Patitucci: Now (1998, Concord Jazz)
- Jim Hall: Jazzpar Quartet + 4 (1998, Storyville)
- Joanne Brackeen: Pink Elephant Magic (1999, Arkadia Jazz)
- Paul Motian: 2000 + One (1999, Winter & Winter)
- John Patitucci: Imprint (2000, Concord Jazz)
- Dave Holland Quintet: Prime Directive (2000, ECM)
- Antonio Faraò Quartet: "Thorn" (2000, Enja)
- Dave Holland Quintet: Not For Nothing (2001, ECM)
- Larry Carlton: Deep Into It (2001, Warner Bros.)
- Dave Holland Quintet: Extended Play: Live at the Village Vanguard (2002,  ECM)
- Dave Holland: What Goes Around (2002, ECM) vincitore del "Grammy Award for Best Large Jazz Ensemble Album" 2003
- Steve Swallow: Damaged In Transit (2003, ECM)
- Wayne Shorter: Alegria (2003, Verve)
- Dave Douglas: Strange Liberations (2004, Bluebird RCA)
- Enrico Pieranunzi: Fellini Jazz (2004, Sunny Side)
- Enrico Pieranunzi: Doorways (2004, Sunny Side)
- Dave Holland: Overtime (2005, Sunny Side)
- Kenny Wheeler: What Now? (2005, Sunny Side)
- John Patitucci: Line By Line (2006, Concord Jazz)
- Paul Motian: Trio 2000 + One on Broadway vol. 4, Or The Paradox Of Continuity (2006, Winter & Winter)
- Kenny Werner: Lawn Chair Society (2007, Blue Note)
- Pat Metheny Unity Band (2012, Nonesuch)